# Puntada de Bayeux

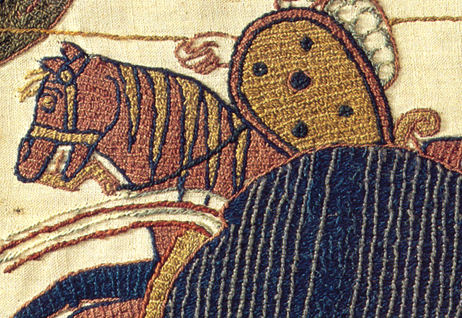
Detalles del bordado del Tapiz de Bayeux. Los contornos se ejecutan con puntada de tallo; las áreas rellenas con puntada de Bayeux.

La puntada de Bayeux es una técnica de bordado que se utiliza especialmente para rellenar zonas y, por tanto, también se denomina trabajo de superposición. Debe su nombre al Tapiz de Bayeux de la segunda mitad del siglo XI, donde es la técnica de bordado dominante junto al punto de tallo. Su uso en esta obra de arte textil es realmente inusual. La puntada se desarrolló originalmente para bordar con hilos de oro, ya que aquí se pasaba poco hilo por el reverso de la tela. En cambio, en la superficie de la tela se creó una densa superficie de bordado.
Al realizar el punto de Bayeux, los hilos se bordan muy juntos sobre una gran superficie dentro de un contorno. A continuación, los hilos se bordan sobre ella en ángulo recto con una distancia entre ellos. Luego se hacen pequeñas puntadas cruzadas sobre esto hilos. Esto crea un tejido de hilo muy denso que tiene un efecto muy plástico.